# Cneu Domício Enobarbo (cônsul em 122 a.C.)
Cneu Domício Enobarbo (m. 104 a.C.; em latim: Cnaeus Domitius Ahenobarbus) foi um político da gente Domícia da República Romana eleito cônsul em 122 a.C. com Caio Fânio Estrabão. Era filho de Cneu Domício Enobarbo, cônsul em 162 a.C., e pai de Cneu Domício Enobarbo, cônsul em 96 a.C., e Lúcio Domício Enobarbo, cônsul em 94 a.C. É ancestral direto patrilinear do imperador romano Nero.

## Carreira

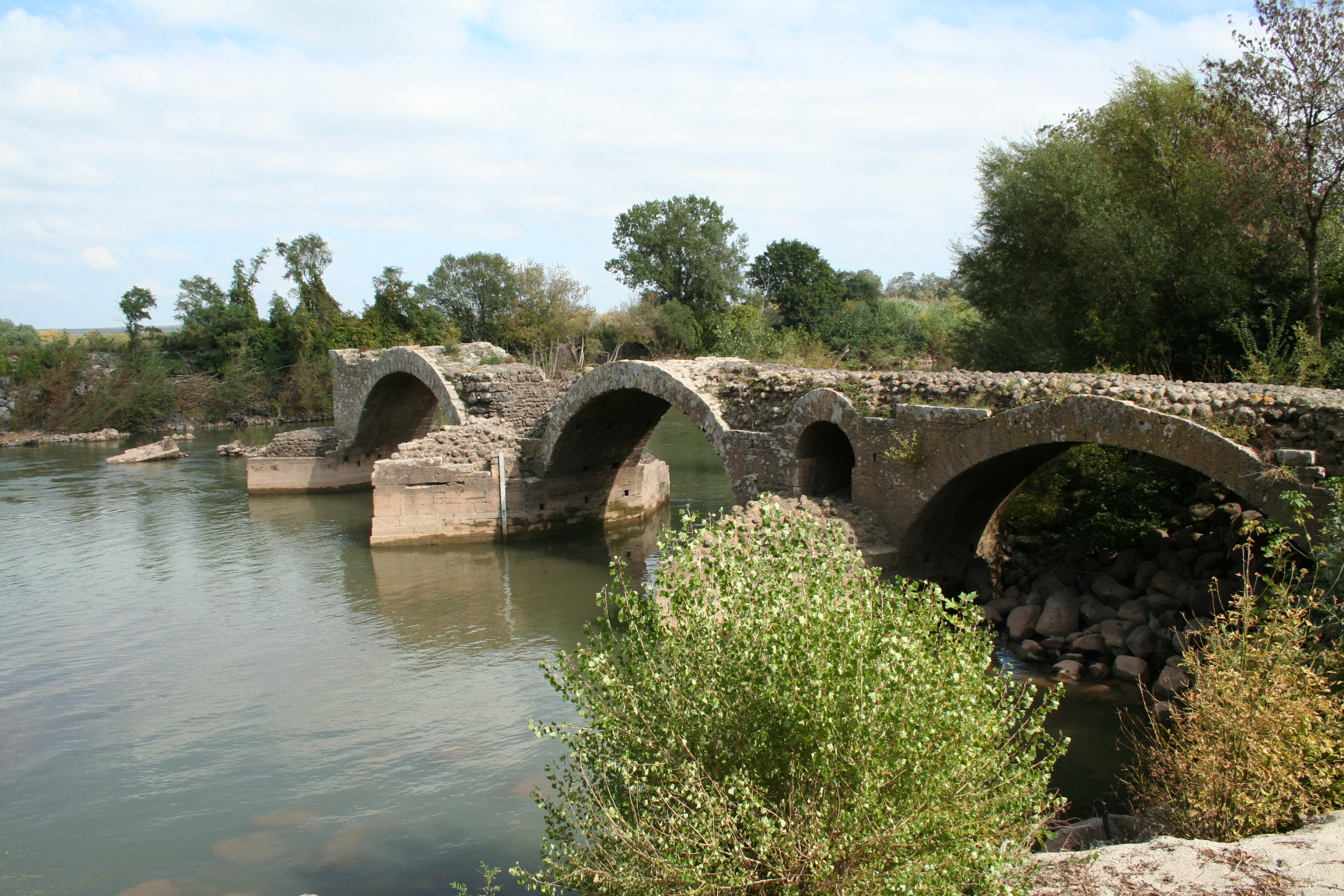
Ponte romana em Saint-Thibéry, parte da Via Domícia, construída por ordem de Cneu Domício Enobarbo e de quem tomou emprestado seu nome.

Foi eleito cônsul em 122 a.C. com Caio Fânio Estrabão e recebeu a Gália Transalpina com a responsabilidade de continuar a guerra contra os alóbroges, acusados de terem dado refúgio a Teutomálio, rei dos salúvios, inimigo dos romanos depois de terem devastado o território dos éduos, aliados de Roma.
No ano seguinte, com a ajuda do general Quinto Fábio Máximo Alobrógico, derrotou uma coalização de alóbroges e seus aliados arvernos liderada pelo rei Bituito perto do ópido de Vindálio, na confluência dos rios Sulga e Ródano, vencendo principalmente por causa do terror provocado nos inimigos pelos elefantes de guerras. Depois desta vitória, a pacificação da Gália Transalpina avançou sem encontrar mais resistência por parte da população local. Quinto Fábio Máximo regressou a Roma, Enobarbo prosseguiu a sua marcha, beirando o sopé das Cevenas, mantendo na linha as tribos celtas, que se retiraram para as montanhas, e balizando assim a fronteira da nova província gaulesa, a futura Gália Narbonense.
Em 118 a.C., Enobarbo fundou a colônia de Narbo Márcio ("narbo" era um termo utilizado localmente para designar "rio" e "Márcio" é uma homenagem ao deus Marte, a quem a cidade foi dedicada), a moderna Narbona. A cidade tornar-se-ia a capital da Gália Narbonense. Na região foram instalados não apenas os veteranos do exército de Enobarbo, mas também numerosos elementos da plebe romana, que, naquele tempo, estavam perdendo os lotes de terra do ager publicus que haviam conseguido através da reforma agrária de Caio Semprônio Graco, gradativamente para os aristocratas romanas. Uma das principais consequências disto é que a Gália, em processo de helenização por causa da influência de Massília (Marselha), se viu quase totalmente romanizada.
Depois de retornar a Roma, em 120 a.C., celebrou o seu triunfo em Roma. Foi eleito censor em 115 a.C. com Lúcio Cecílio Metelo Diademado. Para ligar a nova colônia à Itália, Enobarbo ordenou a construção de uma estrada que levou o seu nome, a Via Domícia, que parte dos Alpes, atravessa o vale do Ródano e termina nos Pireneus. Esta via, construída inicialmente pelos legionários, deu um forte estímulo para o desenvolvimento da economia local e para as trocas comerciais da nova província com Roma e com a Hispânia. Durante seu mandato, expulsou 32 senadores.
Foi pontífice. Morreu em 104 a.C.